# Wypandów
Wypandów – część miasta Wodzisławia Śląskiego.

## Historia
Wypandów to historyczny przysiółek Kokoszyc położony na granicy Zawady i Kokoszyc na pagórkowatym terenie. W 1774 r. ówczesny właściciel istniejącego tam młyna odkrył na swojej łące źródło wody siarkowej. W 1840 roku istniał tam park uzdrowiskowy. W 1973 wraz z Kokoszycami został wcielony do Pszowa a dwa lata później do Wodzisławia Śląskiego.